# 奧格爾縣 (伊利諾伊州)
奧格爾县（英語：Ogle County）是美国伊利诺伊州北部的一個縣，面積1,977平方公里。根据2020年美國人口普查，共有人口51,788人。縣治俄勒岡（Oregon）。該縣成立於1836年1月16日，縣政府成立於1839年。縣名紀念伊利諾領地民兵司令約瑟·奧格爾。